# (8525) Nielsabel
(8525) Nielsabel ist ein Asteroid des Hauptgürtels, der am 2. September 1992 vom belgischen Astronomen Eric Walter Elst am La-Silla-Observatorium der Europäischen Südsternwarte (IAU-Code 809) entdeckt wurde.
Der Asteroid wurde nach dem norwegischen Mathematiker Niels Henrik Abel (1802–1829) benannt, einem wichtigen Mitbegründer der Gruppentheorie.